# Bangor (Washington)

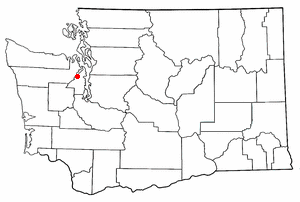
Localización de Bangor.

Bangor, Washington es una base de la marina de los Estados Unidos, forma parte de la Kitsap Naval Base, localizado en la península de Kitsap en el estado de Washington. En el censo del año 2010, la base tenía una población de 6.054 habitantes.

## Historia
La historia naval de la Base de Apoyo Naval de Bangor comenzó en 1942 cuando se convirtió en un sitio para enviar municiones al Teatro de Operaciones del Pacífico durante la Segunda Guerra Mundial. Para una expansión y establecer una base naval permanente, la Armada de los Estados Unidos compró 7676 acres (3100 hectáreas) de tierra en el Canal Hood cerca de la ciudad de Bangor por aproximadamente $ 18,7 millones. La revista de municiones navales de los Estados Unidos se estableció el 5 de junio de 1944 para su construcción, y comenzó a funcionar en enero de 1945.
A partir de la Segunda Guerra Mundial, y durante la guerra de Corea y la guerra de Vietnam, hasta enero de 1973, el Anexo de Bangor continuó su servicio como Depósito de Municiones de la Marina de los EE. UU. Responsable del envío de armas convencionales al extranjero.
En 1973, la Armada anunció la selección de la base de Bangor como el puerto de origen del primer escuadrón de submarinos de misiles balísticos de la Trident Fleet  clase Ohio. El 1 de febrero de 1977, la Base submarina Trident se activó oficialmente. La Base Naval Kitsap incluye la Instalación Estratégica de Armas del Pacífico (SWFPAC) que proporciona mantenimiento, calibración, montaje / prueba de misiles, piezas de repuesto y almacenamiento adicional de ojivas nucleares para los misiles balísticos Trident II que transportan los submarinos nucleares .
Esta base submarina Trident es la única para la Flota del Pacífico de EE. UU. Siendo la única base la Base naval de submarinos Kings Bay, Georgia, para la Flota Atlántica de EE. UU.

## Geografía
- Altitud: 30 m
- Latitud: 47°43′15″ N.
- Longitud: 122°44′40″ O.

47°43′15″N 122°42′47″O / 47.72083, -122.71306
- Datos: Q579941
- Multimedia: Bangor, Washington / Q579941